# TGV Réseau
TGV Réseau – francuski, pasażerski, elektryczny zespół trakcyjny należącym do rodziny pociągów TGV. W nomenklaturze SNCF pociągi te są oznaczone jako klasa TGV 28000 (wersje dwusystemowe) oraz TGV 38000 (wersje trzysystemowe). Jest to druga generacja pociągów TGV, zbudowanych przez firmę GEC Alsthom w latach 1993 – 1996. 
Zbudowano 89 tych pociągów o numerach 501 - 550, 4501 - 4530 oraz 4531 - 4540. Ostatnia seria została zmodyfikowana do TGV Thalys PBA, tak by pociągi te mogły wjeżdżać do Holandii. Technicznie identyczne z TGV Atlantique pozbawionym dwóch wagonów, z licznymi drobnymi modyfikacjami, operują na całej sieci TGV, stąd nazwa Réseau (fr. Sieć).
| Seria        | Liczba | Lata produkcji | Użytkownik | Numery                     | Uwagi       |
| ------------ | ------ | -------------- | ---------- | -------------------------- | ----------- |
| Series 28000 | 30     | 1992–1996      | SNCF       | 501, 503-514, 534-550      | 2-systemowe |
| Series 38000 | 27     | 1992–1996      | SNCF       | 4501-4506, 4510-4529, 4551 | 3-systemowe |
| Series 38000 | 9      | 1992–1996      | Thalys     | 4532-4540                  | 3-systemowe |